# قشلاق قره دره اسم خان آزادخان
قشلاق قره دره اسم خان آزادخان یک روستا در ایران است که در استان اردبیل واقع شده‌است. قشلاق قره دره اسم خان آزادخان ۲۰ نفر جمعیت دارد.